# OGLE-2007-BLG-368Lb
OGLE-2007-BLG-368Lb es un planeta extrasolar situado aproximadamente a 19.230 años luz en la constelación de Scorpius, orbitando la estrella OGLE-2007-BLG-368L. Este planeta fue descubierto el 8 de diciembre de 2009 usando el método de microlente gravitacional. Su masa es un 7 % de la Júpiter y 22 veces la de la Tierra, y su semieje mayor es de 3,3 UA. Es el segundo planeta descubierto del tipo Neptuno frío, tras OGLE-2005-BLG-169Lb. Es probable que este planeta sea similar a Urano y Neptuno en términos atmosféricos y en sus propiedades internas.